# بيلة الصوديوم
بيلة الصوديوم هي عملية إفراز الصوديوم في البول من خلال الكلى. يُحَثّ ذلك بواسطة الببتيدات المدرة للصوديوم الدماغية والأذينية وكذلك الكالسيتونين، بينما يُثَبَّط بواسطة مواد كيميائية مثل الألدوستيرون. تخفض بيلة الصوديوم تركيز الصوديوم في الدم وبالتالي تقلل حجم الدم؛ لأن الخاصية الأسموزية تسحب الماء من الدورة الدموية في الجسم إلى البول مع الصوديوم. تُستغل هذه الآلية في تصنيع العديد من الأدوية المدرة للبول لعلاج الحالات الطبية مثل فرط صوديوم الدم وارتفاع ضغط الدم والتي تكون بسبب زيادة حجم الدم.

## الأسباب
يمكن أن يكون سبب فرط بيلة الصوديوم:
- داء الكلية اللبي الكيسي
- متلازمة بارتر
- مرحلة إدرار البول من نخر أنبوبي حاد
- بعض مدرات البول
- أمراض الكلى الأولية
- فرط تنسج الكظرية الخلقي
- متلازمة الإفراز غير الملائم للهرمون المضاد لإدرار البول

تشمل الهرمونات داخلية المنشأ المدرة للصوديوم ما يلي:
- الببتيد الأذيني المدر للصوديوم
- الببتيد المدر للصوديوم الدماغي
- الببتيد المدر للصوديوم من النوع C[4]

كما تُعد بيلة الصوديوم عملية طبيعية عند الرضع وقت الولادة.